# Gang Green
Gang Green – amerykański zespół grający hardcore punk. Powstał w Bostonie w 1980. Początkowo w skład zespołu wchodzili Chris Doherty (gitara), Bill Manley (bass) i Mike Dean (perkusja). Gang Green miał wpływ na formowanie się sceny hardcorowej na wschodnim wybrzeżu Stanów Zjednoczonych.

## Historia

### Formowanie i pierwsza pauza (1980-1984)
Zespół w 1980 tworzyli piętnastoletni Chris Doherty, Mike Dean i Bill Manley. W takim składzie nagrali siedem piosenek do kompilacji This Is Boston, Not L.A.
W 1984 grupa została rozwiązana, a Doherty odszedł do Jerry's Kids pomagać w nagrywaniu ich albumu Is This My World?. W 1985 wydali we współpracy z Taang! Records album "Sold Out". Wszystkie utwory nagrane w oryginalnym składzie zostały potem wydane na płycie Preschool.

### Pierwsza zmiana składu i Another Wasted Night (1985-1986)
W 1985 Doherty pojawił się z zupełnie nowym składem który tworzyli byli członkowie D.A.M.M. (Drunks Against Mad Mothers), The Freeze i Smegma And The Nuns. Chuck Stilphen (gitara prowadząca), Glen Stilphen (bas, śpiew) i Walter Gustafson (perkusja) - to najbardziej rozpoznawany skład, zarówno z powodu pierwszej trasy koncertowej jak i utworów "Alcohol" i "Skate to Hell" które razem nagrali. W 1986 ukazała się płyta odświeżonego Gang Greenu - Another Wasted Night jest ona uznawana za najlepszą w dyskografii zespołu, utwory na niej zawarte były wielokrotnie coverovane.

### Lata współpracy z Roadrunner Records (1987-1989)
W 1987 gdy chłopaki z Gang Green podpisali umowę z Roadrunner Records ich styl zbliżył się do brzmień heavymetalowych. Diametralnie zmienił się także skład zespołu

### Druga pauza (1990-1995)
Po zakończeniu wspólnej z Social Distortion trasy koncertowej po USA w 1990 zespół został zawieszony na kilka lat a Doherty założył dwa zespoły - Klover i Hamerd.

### Powrót (1996-2004)
W 1996 Chris Doherty, Chuck Stilphen, Glen Stilphen And Walter Gustafson zagrali razem pięć koncertów (min. w CBGB's i The Rat). Wznowili współpracę z Taang! Records i w 1997 wydali EP Back & Gacked i Another Case Of Brewtality. Te płyty pokazały, że zespół wraca do swoich punkowych korzeni.
Niedługo po wydaniu zespół udał się na trasy koncertowe po Europie i Stanach

### Ostatnia aktywność (2005 do teraz)
W 2005 Doherty i nowy skład Gang Green supportowali koncerty Dropkick Murphys na trasie koncertowej po USA.
W 2007 zespół grał koncerty w Wielkiej Brytanii i Irlandii. DVD z irlandzkiej trasy koncertowej zostało nakręcone przez Lewis Smithinghama.
W wakacje 2011 rusza kolejna trasa koncertowa po Europie, zespół zagra min. w Niemczech, Austrii i Holandii

## Dyskografia

### Albumy studyjne
- Another Wasted Night (1986)
- You Got It (1987)
- Older... Budweiser (1989)
- Another Case of Brewtality (1997)

### Live
- Can't LIVE Without It (1990)

### Kompilacje
- King Of Bands (1991)
- Preschool (1997)
- Another Wasted Night (1997)
- The Taang Years (2006)

### EP
- Sold Out 7" (1984)
- Drunk And Disorderly 10" (1985)
- PMRC Sucks 12" (1985)
- Skate To Hell 7" (1985)
- I81B4U (1988)
- Back & Gacked (1998)